# Valentyna Semenivna Ševčenko
Valentyna Semenivna Ševčenko (in ucraino Валентина Семенівна Шевченко?, in russo Валентина Семёновна Шевченко?, Valentina Semënovna Ševčenko; Kryvyj Rih, 12 marzo 1935 – Kiev, 3 febbraio 2020) è stata una politica ucraina, Presidente del Presidium del Soviet Supremo della RSS Ucraina tra il 1985 e il 1990.
Fin dal 1997 è stata presidente onorario della fondazione nazionale per la difesa sociale delle madri e dei bambini Bambini ucraini (Ukraine-children).
In un sondaggio sociologico condotto nel 2004, risultò essere una delle cinque donne più importanti dell'Ucraina insieme a Olga di Kiev, Lesja Ukraïnka, Julija Tymošenko e Jana Kločkova.